# Jon Hall
Jon Maddog Hall (7 de agosto de 1950) es un histórico promotor del software libre y código abierto. Es presidente del consejo de Linux Professional Institute y director ejecutivo de OptDyn, creadores de la plataforma de cloud P2P Subutai. Desde hace años recorre el mundo  con la finalidad de dar a conocer las ventajas del empleo de Linux como sistema operativo. Hall se forjó una carrera y una vida alrededor de la tecnología; obtuvo una licenciatura en comercio e ingeniería en la Universidad de Drexel en 1973 y una diplomatura en ciencias de la computación  en el Instituto Politécnico Rensselaer en 1977. A Jon Hall le gusta que le llamen "maddog" (del inglés "Mad Dog", perro loco/rabioso), apodo dado por sus estudiantes del Hatford State Technical College y de hecho, en las presentaciones de sus conferencias, utiliza este término para darse a conocer. 
Durante sus treinta años de carrera, Hall ha trabajado para numerosas empresas (Western Electric Corporation, Aetna Life and Casualty, Bell Laboratories, Digital Equipment Corporation, VA Linux Systems, y SGI), y ha desempeñado distintos puestos en ellas programador, diseñador de sistemas, administrador de sistemas, director de productos, director técnico de marketing, escritor y consultor de gobiernos de todo el mundo pero, según confiesa, lo que más le gusta es enseñar.
En los UK Linux and Open Source Awards de 2006, Hall fue premiado por sus servicios a la comunidad de código abierto.